# 2020-as magyar labdarúgókupa-döntő
A 2020-as magyar labdarúgókupa-döntő a sorozat 110. döntője volt. A találkozót a koronavírus-járvány miatt halasztva, 2020. június 3-án, a Puskás Arénában rendezték meg.

## Előzmények
A találkozót eredetileg május 20-án a Groupama Arénában rendezték volna meg, azonban a koronavírus-járvány miatt a bajnokságot és a kupát is március 16-án felfüggesztette az MLSZ, majd május 6-án jelentették be a folytatást. Május 22-én nyilvánosságra hozták, a döntő helyszíne a Puskás Aréna lesz.

## Út a döntőig
Az eredmények az adott csapat szempontjából szerepelnek.
| Budapest Honvéd FC           | Budapest Honvéd FC | Budapest Honvéd FC | Budapest Honvéd FC | Szakasz       | Mezőkövesdi SE              | Mezőkövesdi SE | Mezőkövesdi SE | Mezőkövesdi SE |
| ---------------------------- | ------------------ | ------------------ | ------------------ | ------------- | --------------------------- | -------------- | -------------- | -------------- |
| Dunaharaszti MTK (megyre I)  | 7–1 (i)            | 7–1 (i)            | 7–1 (i)            | 6. forduló    | Hévíz SK (NB III)           | 6–0 (i)        | 6–0 (i)        | 6–0 (i)        |
| Kazincbarcikai SC (NB II)    | 2–0 (i)            | 2–0 (i)            | 2–0 (i)            | 7. forduló    | FC Sényő (NB III)           | 2–1 (i)        | 2–1 (i)        | 2–1 (i)        |
| Monor SE (NB III)            | 3–1 (i)            | 3–1 (i)            | 3–1 (i)            | 8. forduló    | Győri ETO FC (NB II)        | 3–2 (i)        | 3–2 (i)        | 3–2 (i)        |
| Szombathelyi Haladás (NB II) | 2–2 i.l.t.g.       | 1–0 (o)            | 2–1 (i)            | Nyolcaddöntők | Kaposvári Rákóczi FC (NB I) | 5–2            | 2-1 (o)        | 3-1 (i)        |
| Paksi FC (NB I)              | 2–0                | 0–0 (i)            | 2–0 (o)            | Negyeddöntők  | Puskás Akadémia FC (NB I)   | 2–1            | 1-0 (i)        | 1-1 (o)        |
| MTK Budapest FC (NB II)      | 0–0 bün:5-4        | 0-0 (i)            | 0-0 (o) bün:5-4    | Elődöntők     | MOL Fehérvár FC (NB I)      | 3–3 i.l.t.g.   | 1-1 (o)        | 2-2 (i)        |

Jelmagyarázat: h.u. = hosszabbítás után; i.l.t.g. = idegenben lőtt több góllal;

## A mérkőzés
| 2020. június 3. 20:00 |

| Budapest Honvéd FC | 2 – 1               | Mezőkövesd Zsóry FC |
| ------------------ | ------------------- | ------------------- |
| Kamber 33' 56'     | (1 – 1) Jegyzőkönyv | Pekár 37'           |

| Puskás Aréna, Budapest Nézőszám: 10 000 Játékvezető: Bognár Tamás (magyar) Asszisztensek: Tóth II. Vencel és Vígh-Tarsonyi Gergő |

### Összeállítások
| Honvéd | Mezőkövesd |

| HONVÉD:       |    |                                |
|               |    |                                |
| K             | 83 | Tomáš Tujvel                   |
| V             | 7  | Batik Bence                    |
| V             | 24 | Đorđe Kamber                   |
| V             | 25 | Ivan Lovrić                    |
| KP            | 88 | George Ikenne-King Patrick 84' |
| KP            | 6  | Gazdag Dániel 84'              |
| KP            | 8  | Hidi Patrik                    |
| KP            | 27 | Szendrei Norbert               |
| KP            | 3  | Eke Uzoma                      |
| T             | 9  | Davide Lanzafame 84'           |
| T             | 19 | Ugrai Roland 79'               |
| Csere:        |    |                                |
| K             | 1  | Robi Levkovich                 |
|               | 11 | Mayron George 84'              |
|               | 20 | Cipf Dominik                   |
|               | 26 | Macdonald Ngwa Niba 98'        |
|               | 30 | Naser Aliji 84' 98'            |
|               | 31 | Kesztyűs Barna 79'             |
|               | 33 | Tonći Kukoč                    |
|               | 40 | Amadou Moutari                 |
|               | 77 | Nagy Gergő 84'                 |
| Vezetőedző:   |    |                                |
| Pisont István |    |                                |

| MEZŐKÖVESD:   |    |                       |
|               |    |                       |
| K             | 25 | Szappanos Péter       |
| V             | 4  | Eperjesi Gábor 70'    |
| V             | 5  | Andrij Neszterov      |
| V             | 17 | Róbert Pillár         |
| V             | 70 | Silye Erik 70'        |
| KP            | 24 | Cseri Tamás           |
| KP            | 14 | Aljakszandr Karnyicki |
| KP            | 13 | Berecz Zsombor        |
| KP            | 6  | Dino Beširović        |
| T             | 11 | Budu Zivzivadze       |
| T             | 9  | Pekár László 78'      |
| Csere:        |    |                       |
| K             | 1  | Danilo Rjabenko       |
|               | 22 | Farkas Dániel 70'     |
|               | 23 | Vadnai Dániel 70'     |
|               | 55 | Nagy Dániel           |
|               | 71 | Dragóner Filip        |
|               | 77 | Vajda Sándor          |
|               | 88 | Szeles Tamás          |
|               | 97 | Mihajlo Meszhi        |
|               | 99 | Marin Jurina 78'      |
| Vezetőedző:   |    |                       |
| Kuttor Attila |    |                       |